# Morning View
Morning View es el cuarto álbum de estudio de la banda de rock alternativo estadounidense Incubus, publicado por Epic Records el 23 de octubre de 2001. Este fue el último álbum en contar con el bajista Dirk Lance, dejando la banda a comienzos de 2003 por diferencias personales.
Una grabación más positiva y liberadora que sus anteriores trabajos, refleja el ambiente que se respiraba en el estudio de grabación situado en la calle que da nombre al disco.

## Lista de canciones
| N.º   | Título                 | Duración |  |
| 1.    | «Nice to Know You»     | 4:43     |  |
| 2.    | «Circles»              | 4:09     |  |
| 3.    | «Wish You Were Here»   | 3:32     |  |
| 4.    | «Just a Phase»         | 5:29     |  |
| 5.    | «11am»                 | 4:13     |  |
| 6.    | «Blood on the Ground»  | 4:33     |  |
| 7.    | «México»               | 4:18     |  |
| 8.    | «Warning»              | 4:38     |  |
| 9.    | «Echo»                 | 3:34     |  |
| 10.   | «Have You Ever»        | 3:14     |  |
| 11.   | «Are You In?»          | 4:24     |  |
| 12.   | «Under My Umbrella»    | 3:28     |  |
| 13.   | «Aqueous Transmission» | 7:46     |  |
| 58:01 |                        |          |  |

## Créditos y personal
Adaptados desde AllMusic.
Incubus
- Brandon Boyd – voz principal, percusión.
- Mike Einziger – guitarra, ingeniería, pipa en «Aqueous Transmission».
- Chris Kilmore – turntables.
- Dirk Lance – bajo eléctrico.
- José Pasillas – batería, ilustraciones.

Producción
- Dave Holdredge – Ingeniería, edición digital, grabación.
- Scott Litt – Ingeniería, mezcla, producción.
- Rick "Soldier" Will – Ingeniería, mezcla.
- Tom Sweeney – Ingeniería.
- Bob Ludwig – Masterización.
- Jason Cropper – Grabación remoto.
- Kiley de Jesus – Grabación remoto.
- Ernie Woody – Grabación remoto.

Músicos de apoyo
- Suzie Katayama – Arreglo de cuerdas.
- Larry Corbett – Cello.
- Daniel Smith – Cello.
- Karie Prescott – Viola.
- Evan Wilson – Viola.
- Eve Butler – Violín.
- Joel Derouin – Violín.
- Gerry Hilera – Violín.
- Peter Kent – Violín.
- Mario de León – Violín.
- David Stenske – Violín.
- Dawn Beckman – Voces de apoyo.
- Stephanie Alexander – Voces de apoyo.
- Jon Clarke – Woodwind.

## Certificaciones
| País (Certificador) | Certificación | Ventas certificadas |
| --- | ------------- | ------------------- |
| Estados Unidos (RIAA) | 2 × Platino   | 2 000 000*          |
| Nueva Zelanda (RMNZ) | 2 × Platino   | 30 000*             |
| Reino Unido (BPI) | Oro           | 100 000*            |
| ^cifras de envíos basadas únicamente en la certificación xcifras no especificadas basadas únicamente en la certificación |               |                     |